# Sassacus sexspinosus
Sassacus sexspinosus là một loài nhện trong họ Salticidae.
Loài này thuộc chi Sassacus. Sassacus sexspinosus được Lodovico di Caporiacco miêu tả năm 1955.